# Дъщерята на генерала
„Дъщерята на генерала“ (на английски: The General's Daughter) е американски мистъри трилър от 1999 г. на режисьора Саймън Уест, с участието на Джон Траволта. Филмът е базиран на едноименния роман, написан от Нелсън Демил.